# تیم هانت
سِر ریچارد تیموتی هانت (زاده ۱۹ فوریه ۱۹۴۳، نستون، چشر) زیست‌شناس اهل انگلستان است. وی در سال ۲۰۰۱ به خاطر کشف اینکه مولکول‌های پروتئین بر تقسیم سلول‌ها کنترل دارند، به‌همراه پائول نرس و لیلند هارتول، برنده جایزه نوبل فیزیولوژی و پزشکی شد.